# Mistrovství světa juniorů v ledním hokeji 2023
Mistrovství světa juniorů v ledním hokeji 2023 bylo 47. oficiální mistrovství světa juniorů v ledním hokeji a 16., které hostí Kanada. Mistrovství se odehrálo v Kanadě v Monctonu a Halifaxu. Mistrovství začalo 26. prosince 2022 a skončilo 5. ledna 2023.
Mistrovství původně měla hostit města Novosibirsk a Omsk v Rusku, ale v únoru 2022 IIHF odebralo hostitelství juniorského šampionátu Rusku kvůli invazi na Ukrajinu. Mistrovství se odehrálo v Kanadě potřetí za sebou (2021, 2022, 2023).

## Stadiony
| Halifax                            | Halifax Moncton | Moncton                       |
| Scotiabank Centre Kapacita: 10 595 | Halifax Moncton | Avenir Centre Kapacita: 8 800 |
|                                    | Halifax Moncton |                               |

## Soupisky
| Skupina A | Soupiska | Skupina B | Soupiska |
| --------- | -------- | --------- | -------- |
| Kanada    | Zde      | USA       | Zde      |
| Švédsko   | Zde      | Finsko    | Zde      |
| Česko     | Zde      | Švýcarsko | Zde      |
| Německo   | Zde      | Slovensko | Zde      |
| Rakousko  | Zde      | Lotyšsko  | Zde      |

- Rusko se nezúčastnilo MSJ kvůli vojenské invazi na Ukrajinu
- Lotyšsko nahradilo Rusko.

## Výsledky

### Skupina A

#### Tabulka
| Poř. | Tým      | Z | V | VP | PP | P | VG | OG | B  |
| ---- | -------- | - | - | -- | -- | - | -- | -- | -- |
| 1.   | Česko    | 4 | 3 | 0  | 1  | 0 | 24 | 6  | 10 |
| 2.   | Kanada   | 4 | 3 | 0  | 0  | 1 | 29 | 8  | 9  |
| 3.   | Švédsko  | 4 | 2 | 1  | 0  | 1 | 16 | 7  | 8  |
| 4.   | Německo  | 4 | 1 | 0  | 0  | 3 | 7  | 22 | 3  |
| 5.   | Rakousko | 4 | 0 | 0  | 0  | 4 | 2  | 35 | 0  |

#### Zápasy
| 26. prosince 2022 19:30 | Švédsko | 11 : 0 (2:0, 6:0, 3:0) | Rakousko | Scotiabank Centre, Halifax Návštěvnost: 7 274 |  |

| Report | |                                               |                                                    |                                                                                     |
| Carl Lindbom | Carl Lindbom | Brankáři                                      | Thomas Pfarrmaier (od 31. minuty) Benedikt Oschgan | Rozhodčí: Michael Campbell Graeden Hamilton Čároví: John Waleski Tarrington Wyonzek |
| Isak Rosen 13:17' Filip Bystedt (Isak Rosen 17:49' Isak Rosen (Leo Carlsson, Filip Bystedt) 20:48' Simon Robertsson (Elias Pettersson, Ludvig Jansson) 22:51' Milton Oscarson (Oskar Pettersson) 27:16' Jonathan Lekkerimaki (Fabian Wagner, Adam Engstrom) 30:28' Liam Ohgren (Noah Ostlund, Adam Engstrom) 32:33' Calle Odelius (Victor Stjenborg, Fabian Wagner) 33:23' Fabian Wagner (Jonathan Lekkerimaki, Carl Lindbom) 42:45' Filip Bystedt (Leo Carlsson, Ludvig Jansson) 44:06' Oskar Pettersson (Victor Sjoholm, Ludvig Jansson) 53:50' | Isak Rosen 13:17' Filip Bystedt (Isak Rosen 17:49' Isak Rosen (Leo Carlsson, Filip Bystedt) 20:48' Simon Robertsson (Elias Pettersson, Ludvig Jansson) 22:51' Milton Oscarson (Oskar Pettersson) 27:16' Jonathan Lekkerimaki (Fabian Wagner, Adam Engstrom) 30:28' Liam Ohgren (Noah Ostlund, Adam Engstrom) 32:33' Calle Odelius (Victor Stjenborg, Fabian Wagner) 33:23' Fabian Wagner (Jonathan Lekkerimaki, Carl Lindbom) 42:45' Filip Bystedt (Leo Carlsson, Ludvig Jansson) 44:06' Oskar Pettersson (Victor Sjoholm, Ludvig Jansson) 53:50' | 1:0 2:0 3:0 4:0 5:0 6:0 7:0 8:0 9:0 10:0 11:0 |                                                    | Rozhodčí: Michael Campbell Graeden Hamilton Čároví: John Waleski Tarrington Wyonzek |
| 10 min | 10 min | Tresty                                        | 14 min                                             | Rozhodčí: Michael Campbell Graeden Hamilton Čároví: John Waleski Tarrington Wyonzek |
| 51 | 51 | Střely                                        | 13                                                 | Rozhodčí: Michael Campbell Graeden Hamilton Čároví: John Waleski Tarrington Wyonzek |

| 27. prosince 2022 00:30 | Česko | 5 : 2 (2:1, 3:1, 0:0) | Kanada | Scotiabank Centre, Halifax Návštěvnost: 10 030 |  |

| Report | |                             | |                                                                            |
| Tomáš Suchánek | Tomáš Suchánek | Brankáři                    | Benjamin Gaudreau (od 29. minuty) Thomas Milič                                                             | Rozhodčí: Tomáš Hronský Michael Tschërrig Čároví: Spencer Knox Daniel Konc |
| David Špaček (Stanislav Svozil, Jakub Brabenec) 17:48' David Moravec (Adam Měchura, Marcel Marcel) 18:23' Stanislav Svozil (David Špaček, Eduard Šalé) 20:44' Jaroslav Chmelař (David Jiříček) 28:14' Matouš Menšík (Jakub Kos, Tomáš Suchánek) 28:47' | David Špaček (Stanislav Svozil, Jakub Brabenec) 17:48' David Moravec (Adam Měchura, Marcel Marcel) 18:23' Stanislav Svozil (David Špaček, Eduard Šalé) 20:44' Jaroslav Chmelař (David Jiříček) 28:14' Matouš Menšík (Jakub Kos, Tomáš Suchánek) 28:47' | 0:1 1:1 2:1 3:1 3:2 4:2 5:2 | 10:33' Shane Wright (Olen Zellweger, Dylan Guenther) 21:29' Connor Bedard (Shane Wright, Kevin Korchinsky) | Rozhodčí: Tomáš Hronský Michael Tschërrig Čároví: Spencer Knox Daniel Konc |
| 6 min | 6 min | Tresty                      | 35 min | Rozhodčí: Tomáš Hronský Michael Tschërrig Čároví: Spencer Knox Daniel Konc |
| 27 | 27 | Střely                      | 38 | Rozhodčí: Tomáš Hronský Michael Tschërrig Čároví: Spencer Knox Daniel Konc |

| 27. prosince 2022 19:30 | Německo | 0 : 1 (0:1, 0:0, 0:0) | Švédsko | Scotiabank Centre, Halifax Návštěvnost: 7 632 |  |

| Report       |              |          |                                      |                                                                                 |
| Nikita Quapp | Nikita Quapp | Brankáři | Carl Lindbom                         | Rozhodčí: Michael Campbell Tomáš Hronský Čároví: Patrick Laguzov Daniel Persson |
|              |              | 0:1      | 19:38' Adam Engström (Filip Bystedt) | Rozhodčí: Michael Campbell Tomáš Hronský Čároví: Patrick Laguzov Daniel Persson |
| 6 min        | 6 min        | Tresty   | 6 min                                | Rozhodčí: Michael Campbell Tomáš Hronský Čároví: Patrick Laguzov Daniel Persson |
| 28           | 28           | Střely   | 44                                   | Rozhodčí: Michael Campbell Tomáš Hronský Čároví: Patrick Laguzov Daniel Persson |

| 28. prosince 2022 00:30 | Rakousko | 0 : 9 (0:3, 0:4, 0:2) | Česko | Scotiabank Centre, Halifax Návštěvnost: 7 105 |  |

| Report         |                |                                     | |                                                                                |
| Michael Sicher | Michael Sicher | Brankáři                            | Tomáš Suchánek | Rozhodčí: Andreas Harnebring Riley Yerkovich Čároví: Spencer Knox John Waleski |
|                |                | 0:1 0:2 0:3 0:4 0:5 0:6 0:7 0:8 0:9 | 03:50' Jakub Brabenec (Stanislav Svozil, Tomáš Suchánek) 16:26' Jiří Kulich (Stanislav Svozil, David Špaček) 18:39' Petr Hauser (Matyáš Šapovaliv, Adam Měchura) 21:05' Gabriel Szturc 22:56' Aleš Čech (Eduard Šalé, Matyáš Šapovaliv) 28:16' Jiří Kulich (Eduard Šalé, Marcel Marcel) 30:02' Gabriel Szturc (Jaroslav Chmelař, Tomáš Suchánek) 40:08' Jiří Kulich (Matyáš Šapovaliv, David Jiříček) 54:13' David Špaček (Stanislav Svozil, Matyáš Šapovaliv) | Rozhodčí: Andreas Harnebring Riley Yerkovich Čároví: Spencer Knox John Waleski |
| 12 min         | 12 min         | Tresty                              | 10 min | Rozhodčí: Andreas Harnebring Riley Yerkovich Čároví: Spencer Knox John Waleski |
| 8              | 8              | Střely                              | 47 | Rozhodčí: Andreas Harnebring Riley Yerkovich Čároví: Spencer Knox John Waleski |

| 29. prosince 2022 00:30 | Kanada | 11 : 2 (3:1, 6:0, 2:1) | Německo | Scotiabank Centre, Halifax Návštěvnost: 10 263 |  |

| Report | |                                                        | |                                                                                 |
| Thomas Milic | Thomas Milic | Brankáři                                               | Simon Wolf (od 41. minuty) Rihards Babulis                                                         | Rozhodčí: Andreas Harnebring Riley Yerkovich Čároví: Daniel Konc Daniel Persson |
| Dylan Guenther (Connor Bedard, Olen Zellweger) 06:46' Shane Wright 13:21' Connor Bedard (Logan Stankoven, Joshua Roy) 17:26' Connor Bedard (Logan Stankoven, Brandt Clarke) 21:02' Connor Bedard (Olen Zellweger, Shane Wright) 33:57' Dylan Guenther (Connor Bedard, Olen Zellweger) 36:48' Brandt Clarke (Adam Fantilli, Colton Dach) 38:08' Dylan Guenther (Connor Bedard) 39:24' Logan Stankoven 39:56' Zack Ostapchuk (Kevin Korchinski, Caedan Bankier) 41:22' Joshua Roy (Connor Bedard, Kevin Korchinski) 50:56' | Dylan Guenther (Connor Bedard, Olen Zellweger) 06:46' Shane Wright 13:21' Connor Bedard (Logan Stankoven, Joshua Roy) 17:26' Connor Bedard (Logan Stankoven, Brandt Clarke) 21:02' Connor Bedard (Olen Zellweger, Shane Wright) 33:57' Dylan Guenther (Connor Bedard, Olen Zellweger) 36:48' Brandt Clarke (Adam Fantilli, Colton Dach) 38:08' Dylan Guenther (Connor Bedard) 39:24' Logan Stankoven 39:56' Zack Ostapchuk (Kevin Korchinski, Caedan Bankier) 41:22' Joshua Roy (Connor Bedard, Kevin Korchinski) 50:56' | 1:0 1:1 2:1 3:1 4:1 5:1 6:1 7:1 8:1 9:1 10:1 11:1 11:2 | 11:08' Roman Kechter (Quirin Bader, Philip Sinn) 54:25' Philip Sinn (Veit Oswald, Philipp Krening) | Rozhodčí: Andreas Harnebring Riley Yerkovich Čároví: Daniel Konc Daniel Persson |
| 10 min | 10 min | Tresty                                                 | 37 min                                                                                             | Rozhodčí: Andreas Harnebring Riley Yerkovich Čároví: Daniel Konc Daniel Persson |
| 52 | 52 | Střely                                                 | 16                                                                                                 | Rozhodčí: Andreas Harnebring Riley Yerkovich Čároví: Daniel Konc Daniel Persson |

| 29. prosince 2022 19:30 | Švédsko | 3 : 2 PP (0:0, 2:1, 0:1 — 1:0) | Česko | Scotiabank Centre, Halifax Návštěvnost: 9 140 |  |

| Report | |                     | |                                                                                     |
| Carl Lindbom | Carl Lindbom | Brankáři            | Tomáš Suchánek                                                                                          | Rozhodčí: Mathieu Menniti Peter Schlittenhardt Čároví: Onni Hautamäki David Klouček |
| Fabian Wagner 25:28' Ludvig Jansson (Oskar Pettersson, Simon Robertsson) 26:58' Ludvig Jansson (Jonathan Lekkerimäki, Noah Östlund) 61:35' | Fabian Wagner 25:28' Ludvig Jansson (Oskar Pettersson, Simon Robertsson) 26:58' Ludvig Jansson (Jonathan Lekkerimäki, Noah Östlund) 61:35' | 0:1 1:1 2:1 2:2 3:2 | 23:12' David Jiříček (Petr Hauser, Adam Měchura) 54:08' Jiří Ticháček (Matyáš Šapovaliv, David Jiříček) | Rozhodčí: Mathieu Menniti Peter Schlittenhardt Čároví: Onni Hautamäki David Klouček |
| 6 min | 6 min | Tresty              | 8 min                                                                                                   | Rozhodčí: Mathieu Menniti Peter Schlittenhardt Čároví: Onni Hautamäki David Klouček |
| 24 | 24 | Střely              | 35 | Rozhodčí: Mathieu Menniti Peter Schlittenhardt Čároví: Onni Hautamäki David Klouček |

| 30. prosince 2022 00:30 | Rakousko | 0 : 11 (0:3, 0:4, 0:4) | Kanada | Scotiabank Centre, Halifax Návštěvnost: 10 170 |  |

| Zpráva           |                  |                                               | |                                                                     |
| Benedikt Oschgan | Benedikt Oschgan | Brankáři                                      | Benjamin Gaudreau | Rozhodčí: Marc Iwert Jakub Šindel Čároví: Shawn Oliver John Waleski |
|                  |                  | 0:1 0:2 0:3 0:4 0:5 0:6 0:7 0:8 0:9 0:10 0:11 | 14:08' Dylan Guenther (Brennan Othmann, Connor Bedard) 15:53' Zach Dean (Nathan Gaucher, Adam Fantilli) 18:19' Shane Wright (Connor Bedard, Olen Zellweger) 22:37' Joshua Roy (Brandt Clarke, Logan Stankoven) 23:08' Connor Bedard (Logan Stankoven) 25:35' Nolan Allan (Reid Schaefer, Zack Ostapchuk) 34:32' Logan Stankoven (Connor Bedard, Ethan del Mastro) 42:15' Adam Fantilli (Joshua Roy, Nathan Gaucher) 51:58' Nathan Gaucher (Colton Dach, Jack Matier) 53:16' Connor Bedard (Logan Stankoven) 58:07' Tyson Hinds (Logan Stankoven, Joshua Roy) | Rozhodčí: Marc Iwert Jakub Šindel Čároví: Shawn Oliver John Waleski |
| 6 min            | 6 min            | Tresty                                        | 4 min | Rozhodčí: Marc Iwert Jakub Šindel Čároví: Shawn Oliver John Waleski |
| 12               | 12               | Střely                                        | 47 | Rozhodčí: Marc Iwert Jakub Šindel Čároví: Shawn Oliver John Waleski |

| 30. prosince 2022 22:30 | Německo | 4 : 2 (1:0, 3:1, 0:1) | Rakousko | Scotiabank Centre, Halifax Návštěvnost: 7 586 |  |

| Report | |                         |                                                                                   |                                                                             |
| Nikita Quapp | Nikita Quapp | Brankáři                | Michael Sicher                                                                    | Rozhodčí: Mathieu Menniti Jakub Šindel Čároví: Brandon Grillo David Klouček |
| Philipp Krening (Julian Lutz, Roman Kechter) 18:01' Leon van der Linde (Bennet Rossmy) 21:34' Thomas Heigl (Nikolaus Heigl, Quirin Bader) 26:57' Roman Kechter (Philipp Krening, Julian Lutz) 36:38' | Philipp Krening (Julian Lutz, Roman Kechter) 18:01' Leon van der Linde (Bennet Rossmy) 21:34' Thomas Heigl (Nikolaus Heigl, Quirin Bader) 26:57' Roman Kechter (Philipp Krening, Julian Lutz) 36:38' | 1:0 2:0 3:0 3:1 4:1 4:2 | 29:24' Ian Scherzer (Vinzenz Rohrer, Luca Auer) 46:00' Jonas Dobnig (Finn van EE) | Rozhodčí: Mathieu Menniti Jakub Šindel Čároví: Brandon Grillo David Klouček |
| 6 min | 6 min | Tresty                  | 6 min                                                                             | Rozhodčí: Mathieu Menniti Jakub Šindel Čároví: Brandon Grillo David Klouček |
| 27 | 27 | Střely                  | 33                                                                                | Rozhodčí: Mathieu Menniti Jakub Šindel Čároví: Brandon Grillo David Klouček |

| 31. prosince 2022 19:30 | Česko | 8 : 1 (2:0, 3:1, 3:0) | Německo | Scotiabank Centre, Halifax Návštěvnost: 8 454 |  |

| Report | |                                     |                                                  |                                                                                   |
| Tomáš Suchánek | Tomáš Suchánek | Brankáři                            | Nikita Quapp (od 39. minuty) Šimon Wolf          | Rozhodčí: Richard Magnusson Peter Schlittenhardt Čároví: Daniel Konc Shawn Oliver |
| David Špaček (Stanislav Svozil, Jaroslav Chmelař) 04:58' Gabriel Szturc (Jakub Brabenec) 17:04' Jaroslav Chmelař (Jakub Brabenec, David Moravec) 29:38' Martin Ryšavý (Gabriel Szturc, Matouš Menšík) 36:27' Petr Hauser (David Špaček, Marcel Marcel) 37:14' Jaroslav Chmelař (Gabriel Szturc, Jakub Brabenec) 44:33' Jakub Kos (Martin Ryšavý, Robin Sapoušek) 45:02' Jiří Ticháček (Martin Ryšavý, Jakub Kos) 57:23' | David Špaček (Stanislav Svozil, Jaroslav Chmelař) 04:58' Gabriel Szturc (Jakub Brabenec) 17:04' Jaroslav Chmelař (Jakub Brabenec, David Moravec) 29:38' Martin Ryšavý (Gabriel Szturc, Matouš Menšík) 36:27' Petr Hauser (David Špaček, Marcel Marcel) 37:14' Jaroslav Chmelař (Gabriel Szturc, Jakub Brabenec) 44:33' Jakub Kos (Martin Ryšavý, Robin Sapoušek) 45:02' Jiří Ticháček (Martin Ryšavý, Jakub Kos) 57:23' | 1:0 2:0 3:0 3:1 4:1 5:1 6:1 7:1 8:1 | 32:35' Veit Oswald (Philip Sinn, Rayan Bettahar) | Rozhodčí: Richard Magnusson Peter Schlittenhardt Čároví: Daniel Konc Shawn Oliver |
| 8 min | 8 min | Tresty                              | 4 min                                            | Rozhodčí: Richard Magnusson Peter Schlittenhardt Čároví: Daniel Konc Shawn Oliver |
| 54 | 54 | Střely                              | 19                                               | Rozhodčí: Richard Magnusson Peter Schlittenhardt Čároví: Daniel Konc Shawn Oliver |

| 1. ledna 2023 00:30 | Kanada | 5 : 1 (3:1, 0:0, 2:0) | Švédsko | Scotiabank Centre, Halifax Návštěvnost: 10 301 |  |

| Report | |                         |                                                   |                                                                                 |
| Thomas Milic | Thomas Milic | Brankáři                | Carl Lindbom                                      | Rozhodčí: Anssi Salonen Michaël Tscherrig Čároví: Brandon Grillo Onni Hautamäki |
| Joshua Roy (Connor Bedard, Brandt Clarke) 00:57' Brennan Othmann (Shane Wright, Connor Bedard) 02:08' Tyson Hinds (Logan Stankoven, Connor Bedard) 11:45' Brennan Othmann (Dylan Guenther, Ethan Del Mastro) 40:35' Kevin Korchinski (Connor Bedard, Nolan Allan) 52:42' | Joshua Roy (Connor Bedard, Brandt Clarke) 00:57' Brennan Othmann (Shane Wright, Connor Bedard) 02:08' Tyson Hinds (Logan Stankoven, Connor Bedard) 11:45' Brennan Othmann (Dylan Guenther, Ethan Del Mastro) 40:35' Kevin Korchinski (Connor Bedard, Nolan Allan) 52:42' | 1:0 2:0 3:0 3:1 4:1 5:1 | 16:21' Ludvig Jansson (Isak Rosen, Filip Bystedt) | Rozhodčí: Anssi Salonen Michaël Tscherrig Čároví: Brandon Grillo Onni Hautamäki |
| 33 min | 33 min | Tresty                  | 10 min                                            | Rozhodčí: Anssi Salonen Michaël Tscherrig Čároví: Brandon Grillo Onni Hautamäki |
| 44 | 44 | Střely                  | 23                                                | Rozhodčí: Anssi Salonen Michaël Tscherrig Čároví: Brandon Grillo Onni Hautamäki |

### Skupina B

#### Tabulka
| Poř. | Tým       | Z | V | VP | PP | P | VG | OG | B |
| ---- | --------- | - | - | -- | -- | - | -- | -- | - |
| 1.   | USA       | 4 | 3 | 0  | 0  | 1 | 19 | 11 | 9 |
| 2.   | Finsko    | 4 | 2 | 0  | 1  | 1 | 12 | 11 | 7 |
| 3.   | Slovensko | 4 | 2 | 0  | 1  | 1 | 14 | 12 | 7 |
| 4.   | Švýcarsko | 4 | 0 | 3  | 0  | 1 | 11 | 12 | 6 |
| 5.   | Lotyšsko  | 4 | 0 | 0  | 1  | 3 | 4  | 14 | 1 |

#### Zápasy
| 26. prosince 2022 17:00 | Finsko | 2 : 3 PP (0:0, 1:1, 1:1 — 0:1) | Švýcarsko | Avenir Centre, Moncton Návštěvnost: 4 465 |  |

| Report | |                     | |                                                                                       |
| Aku Koskenvuo                                                                                                  | Aku Koskenvuo                                                                                                  | Brankáři            | Kevin Pasche | Rozhodčí: Richard Magnusson Peter Schlittenhardt Čároví: Onni Hautamäki David Klouček |
| Konsta Kapanen (Kalle Vaisanen, Sami Paivarinta) 22:24' Kalle Vaisanen (Sami Paivarinta, Kalle Ervasti) 48:09' | Konsta Kapanen (Kalle Vaisanen, Sami Paivarinta) 22:24' Kalle Vaisanen (Sami Paivarinta, Kalle Ervasti) 48:09' | 1:0 1:1 1:2 2:2 2:3 | 32:54' Lorenzo Canonica (Jonas Taibel) 44:43' Jeremy Jabola (Mats Alge, Jonas Taibel) 60:41' Attilio Biasca (Lian Bichsel) | Rozhodčí: Richard Magnusson Peter Schlittenhardt Čároví: Onni Hautamäki David Klouček |
| 2 min | 2 min | Tresty              | 4 min | Rozhodčí: Richard Magnusson Peter Schlittenhardt Čároví: Onni Hautamäki David Klouček |
| 16 | 16 | Střely              | 27 | Rozhodčí: Richard Magnusson Peter Schlittenhardt Čároví: Onni Hautamäki David Klouček |

| 26. prosince 2022 22:00 | Lotyšsko | 2 : 5 (0:0, 2:2, 0:3) | USA | Avenir Centre, Moncton Návštěvnost: 4 927 |  |

| Report                                                                                         |                                                                                                |                             | |                                                                             |
| Patrik Berzins                                                                                 | Patrik Berzins                                                                                 | Brankáři                    | Trey Augustine | Rozhodčí: Marc Iwert Mathieu Menniti Čároví: Clement Goncalves Shawn Oliver |
| Anri Ravinskis (Rainers Rullers, Gustavs Ozolins) 24:59' Niks Fenenko (Rainers Rullers) 34:24' | Anri Ravinskis (Rainers Rullers, Gustavs Ozolins) 24:59' Niks Fenenko (Rainers Rullers) 34:24' | 0:1 1:1 1:2 2:2 2:3 2:4 2:5 | 20:24' Jimmy Snuggerud (Logan Cooley) 29:17' Sean Behrens (Red Savage, Dylan Duke) 41:57' Chaz Lucius (Sean Behrens, Jackson Blake) 46:48' Red Savage (Dylan Duke) 53:29' Luke Hughes (Jack Peart, Charlie Stramel) | Rozhodčí: Marc Iwert Mathieu Menniti Čároví: Clement Goncalves Shawn Oliver |
| 4 min                                                                                          | 4 min                                                                                          | Tresty                      | 2 min | Rozhodčí: Marc Iwert Mathieu Menniti Čároví: Clement Goncalves Shawn Oliver |
| 17                                                                                             | 17                                                                                             | Střely                      | 46 | Rozhodčí: Marc Iwert Mathieu Menniti Čároví: Clement Goncalves Shawn Oliver |

| 27. prosince 2022 17:00 | Finsko | 5 : 2 (1:1, 3:0, 1:1) | Slovensko | Avenir Centre, Moncton Návštěvnost: 4 617 |  |

| Report | |                             | |                                                                                  |
| Jani Lampinen | Jani Lampinen | Brankáři                    | Patrik Andrisík (od 34. minuty) Matej Marinov                                                        | Rozhodčí: Peter Schlittenhardt Jakub Šindel Čároví: Brandon Grillo David Klouček |
| Sami Päivärinta (Jimi Suomi, Kalle Ervasti) 08:54' Joakim Kemell (Ville Koivunen, Otto Salin) 23:34' Oliver Kapanen (Joakim Kemell) 27:45' Jani Nyman (Topias Vilén, Oliver Kapanen) 33:56' Brad Lambert (Kalle Ervasti) 45:01' | Sami Päivärinta (Jimi Suomi, Kalle Ervasti) 08:54' Joakim Kemell (Ville Koivunen, Otto Salin) 23:34' Oliver Kapanen (Joakim Kemell) 27:45' Jani Nyman (Topias Vilén, Oliver Kapanen) 33:56' Brad Lambert (Kalle Ervasti) 45:01' | 1:0 1:1 2:1 3:1 4:1 4:2 5:2 | 19:49' Peter Repčík (Maxim Štrbák, Dalibor Dvorský) 43:22' Peter Repčík (Maxim Štrbák, Alex Čiernik) | Rozhodčí: Peter Schlittenhardt Jakub Šindel Čároví: Brandon Grillo David Klouček |
| 6 min | 6 min | Tresty                      | 2 min                                                                                                | Rozhodčí: Peter Schlittenhardt Jakub Šindel Čároví: Brandon Grillo David Klouček |
| 23 | 23 | Střely                      | 24                                                                                                   | Rozhodčí: Peter Schlittenhardt Jakub Šindel Čároví: Brandon Grillo David Klouček |

| 27. prosince 2022 22:00 | Švýcarsko | 3 : 2 SN (1:1, 0:1, 1:0 — 0:0 — 1:0) | Lotyšsko | Avenir Centre, Moncton Návštěvnost: 3 817 |  |

| Report | |                                                    | |                                                                             |
| Kevin Pasche | Kevin Pasche | Brankáři                                           | Patriks Berzins | Rozhodčí: Mathieu Menniti Anssi Salonen Čároví: Onni Hautamäki Shawn Oliver |
| Louis Robin (Brian Zanetti) 08:20' Rodwin Dionicio (Attilio Biasca, Lian Bichsel) 58:04' Attilio Biasca Louis Robin Liekit Reichle Rodwin Dionicio Jonas Taibel Attilio Biasca Liekit Reichle | Louis Robin (Brian Zanetti) 08:20' Rodwin Dionicio (Attilio Biasca, Lian Bichsel) 58:04' Attilio Biasca Louis Robin Liekit Reichle Rodwin Dionicio Jonas Taibel Attilio Biasca Liekit Reichle | 1:0 1:1 1:2 2:2 Samostatné nájezdy 0:0 0:1 1:1 2:1 | 13:03' Dans Ločmelis (Gustavs Ozolinš, Edgars Kazaks) 37:50' Darels Dukurs (Gustavs Ozolinš, Martins Lavinš) Dans Ločmelis Rainers Rullers Rodžers Bukarts Darels Dukurs Sandis Vilmanis Dans Ločmelis Darels Dukurs | Rozhodčí: Mathieu Menniti Anssi Salonen Čároví: Onni Hautamäki Shawn Oliver |
| 18 min | 18 min | Tresty                                             | 6 min | Rozhodčí: Mathieu Menniti Anssi Salonen Čároví: Onni Hautamäki Shawn Oliver |
| 30 | 30 | Střely                                             | 18 | Rozhodčí: Mathieu Menniti Anssi Salonen Čároví: Onni Hautamäki Shawn Oliver |

| 28. prosince 2022 22:00 | Slovensko | 6 : 3 (1:2, 3:0, 2:1) | USA | Avenir Centre, Moncton Návštěvnost: 6 438 |  |

| Report | |                                     | |                                                                                    |
| Adam Gajan | Adam Gajan | Brankáři                            | Kaidan Mbereko | Rozhodčí: Richard Magnusson Anssi Salonen Čároví: Clement Goncalves Brandon Grillo |
| Libor Nemec (Adam Žlnka, Šimon Nemec) 02:14' Dalibor Dvorský (Maxim Štrbák, Peter Repčík) 30:01' Robert Bačo (Šimon Groch, Jozef Kmec) 31:48' Filip Mešár (Šimon Nemec, Alex Šotek) 33:20' Peter Repčík (Jozef Kmec) 50:46' Alex Čiernik (Šimon Nemec) 58:53' | Libor Nemec (Adam Žlnka, Šimon Nemec) 02:14' Dalibor Dvorský (Maxim Štrbák, Peter Repčík) 30:01' Robert Bačo (Šimon Groch, Jozef Kmec) 31:48' Filip Mešár (Šimon Nemec, Alex Šotek) 33:20' Peter Repčík (Jozef Kmec) 50:46' Alex Čiernik (Šimon Nemec) 58:53' | 1:0 1:1 1:2 2:2 3:2 4:2 5:2 5:3 6:3 | 04:42' Tyler Boucher (Rutger McGroarty, Cutter Gauthier) 06:48' Gavin Brindley (Lane Hutson, Charlie Stramel) 55:08' Tyler Boucher (Cutter Gauthier, Logan Cooley) | Rozhodčí: Richard Magnusson Anssi Salonen Čároví: Clement Goncalves Brandon Grillo |
| 33 min | 33 min | Tresty                              | 29 min | Rozhodčí: Richard Magnusson Anssi Salonen Čároví: Clement Goncalves Brandon Grillo |
| 26 | 26 | Střely                              | 36 | Rozhodčí: Richard Magnusson Anssi Salonen Čároví: Clement Goncalves Brandon Grillo |

| 29. prosince 2022 17:00 | Lotyšsko | 0 : 3 (0:1, 0:1, 0:1) | Finsko | Avenir Centre, Moncton Návštěvnost: 4 081 |  |

| Report          |                 |             | |                                                                                           |
| Patriks Berzinš | Patriks Berzinš | Brankáři    | Jani Lampinen | Rozhodčí: Graeden Hamilton Michaël Tscherrig Čároví: Clement Goncalves Tarrington Wyonzek |
|                 |                 | 0:1 0:2 0:3 | 04:43' Jani Nyman (Aleksi Malinen, Otto Salin) 29:34' Niko Huuhtanen (Jani Nyman, Otto Salin) 57:45' Konsta Kapanen (Sami Paivarinta, do prázdné branky) | Rozhodčí: Graeden Hamilton Michaël Tscherrig Čároví: Clement Goncalves Tarrington Wyonzek |
| 6 min           | 6 min           | Tresty      | 10 min | Rozhodčí: Graeden Hamilton Michaël Tscherrig Čároví: Clement Goncalves Tarrington Wyonzek |
| 31              | 31              | Střely      | 29 | Rozhodčí: Graeden Hamilton Michaël Tscherrig Čároví: Clement Goncalves Tarrington Wyonzek |

| 29. prosince 2022 22:00 | USA | 5 : 1 (1:0, 3:1, 1:0) | Švýcarsko | Avenir Centre, Moncton Návštěvnost: 7 204 |  |

| Report | |                         |                                          |                                                                               |
| Trey Augustine | Trey Augustine | Brankáři                | Alessio Beglieri                         | Rozhodčí: Michael Campbell Tomáš Hronský Čároví: Spencer Knox Patrick Laguzov |
| Jimmy Snuggerud (Logan Cooley, Cutter Gauthier) 18:05' Logan Cooley (Rutger McGroarty, Cutter Gauthier) 25:49' Jimmy Snuggerud (Jackson Blake, Ryan Ufko) 36:40' Tyler Boucher (Ryan Chesley, Sam Lipkin) 38:02' Luke Hughes (Sean Behrens, Red Savage) 53:03' | Jimmy Snuggerud (Logan Cooley, Cutter Gauthier) 18:05' Logan Cooley (Rutger McGroarty, Cutter Gauthier) 25:49' Jimmy Snuggerud (Jackson Blake, Ryan Ufko) 36:40' Tyler Boucher (Ryan Chesley, Sam Lipkin) 38:02' Luke Hughes (Sean Behrens, Red Savage) 53:03' | 1:0 2:0 3:0 4:0 4:1 5:1 | 39:32' Attilio Biasca (Lorenzo Canonica) | Rozhodčí: Michael Campbell Tomáš Hronský Čároví: Spencer Knox Patrick Laguzov |
| 8 min | 8 min | Tresty                  | 8 min                                    | Rozhodčí: Michael Campbell Tomáš Hronský Čároví: Spencer Knox Patrick Laguzov |
| 42 | 42 | Střely                  | 19                                       | Rozhodčí: Michael Campbell Tomáš Hronský Čároví: Spencer Knox Patrick Laguzov |

| 30. prosince 2022 17:00 | Slovensko | 3 : 0 (1:0, 0:0, 2:0) | Lotyšsko | Avenir Centre, Moncton Návštěvnost: 3 878 |  |

| Report | |             |                 |                                                                                        |
| Adam Gajan | Adam Gajan | Brankáři    | Patriks Berzinš | Rozhodčí: Andreas Harnebring Riley Yerkovich Čároví: Daniel Persson Tarrington Wyonzek |
| Alex Čiernik (Peter Repčík, Dalibor Dvorský) 17:52' Šimon Nemec (Filip Mešár, Libor Nemec) 49:03' Filip Mešár (bez asistence) 57:03' | Alex Čiernik (Peter Repčík, Dalibor Dvorský) 17:52' Šimon Nemec (Filip Mešár, Libor Nemec) 49:03' Filip Mešár (bez asistence) 57:03' | 1:0 2:0 3:0 |                 | Rozhodčí: Andreas Harnebring Riley Yerkovich Čároví: Daniel Persson Tarrington Wyonzek |
| 6 min | 6 min | Tresty      | 6 min           | Rozhodčí: Andreas Harnebring Riley Yerkovich Čároví: Daniel Persson Tarrington Wyonzek |
| 26 | 26 | Střely      | 28              | Rozhodčí: Andreas Harnebring Riley Yerkovich Čároví: Daniel Persson Tarrington Wyonzek |

| 31. prosince 2022 17:00 | Švýcarsko | 4 : 3 SN (0:1, 1:2, 2:0 — 0:0 — 1:0) | Slovensko | Avenir Centre, Moncton Návštěvnost: 4 849 |  |

| Report | |                                                                    | |                                                                            |
| Kevin Pasche | Kevin Pasche | Brankáři                                                           | Adam Gajan | Rozhodčí: Graeden Hamilton Marc Iwert Čároví: Spencer Knox Patrick Laguzov |
| Liekit Reichle (Jonas Taibel, Maximilian Streule) 21:07' Mischa Ramel (Liekit Reichle, Miles Muller) 42:20' Lorenzo Canonica (Attilio Biasca, Louis Robin) 48:40' Attilio Biasca Liekit Reichle Vincent Despont Mischa Ramel Miles Muller Attilio Biasca Liekit Reichle Lorenzo Canonica Rodwin Dionicio | Liekit Reichle (Jonas Taibel, Maximilian Streule) 21:07' Mischa Ramel (Liekit Reichle, Miles Muller) 42:20' Lorenzo Canonica (Attilio Biasca, Louis Robin) 48:40' Attilio Biasca Liekit Reichle Vincent Despont Mischa Ramel Miles Muller Attilio Biasca Liekit Reichle Lorenzo Canonica Rodwin Dionicio | 0:1 1:1 1:2 1:3 2:3 3:3 Samostatné nájezdy 0:0 0:1 1:1 1:2 2:2 3:2 | 04:11' Adam Sýkora (Šimon Bečár, Dávid Nátny) 37:20' Servác Petrovský (Libor Nemec, Filip Mešár) 38:09' Servác Petrovský (Filip Mešár, Libor Nemec) Servác Petrovský Filip Mešár Dalibor Dvorský Peter Repčík Adam Sýkora Servác Petrovský Martin Mišiak Filip Mešár Peter Repčík Dalibor Dvorský | Rozhodčí: Graeden Hamilton Marc Iwert Čároví: Spencer Knox Patrick Laguzov |
| 2 min | 2 min | Tresty                                                             | 6 min | Rozhodčí: Graeden Hamilton Marc Iwert Čároví: Spencer Knox Patrick Laguzov |
| 36 | 36 | Střely                                                             | 32 | Rozhodčí: Graeden Hamilton Marc Iwert Čároví: Spencer Knox Patrick Laguzov |

| 31. prosince 2022 22:00 | USA | 6 : 2 (1:1, 3:1, 2:0) | Finsko | Avenir Centre, Moncton Návštěvnost: 8 231 |  |

| Report | |                                 | |                                                                                         |
| Trey Augustine | Trey Augustine | Brankáři                        | Aku Koskenvuo | Rozhodčí: Michael Campbell Andreas Harnebring Čároví: Daniel Persson Tarrington Wyonzek |
| Chaz Lucius (Ryan Ufko, Jackson Blake) 15:22' Rutger McGroarty (Luke Hughes, Trey Augustine) 24:57' Jimmy Snuggerud 29:02' Luke Hughes (Logan Cooley, Jimmy Snuggerud) 34:47' Logan Cooley (Jimmy Snuggerud, Cutter Gauthier) 43:55' Lane Hutson (Jimmy Snuggerud, Logan Cooley) 56:15' | Chaz Lucius (Ryan Ufko, Jackson Blake) 15:22' Rutger McGroarty (Luke Hughes, Trey Augustine) 24:57' Jimmy Snuggerud 29:02' Luke Hughes (Logan Cooley, Jimmy Snuggerud) 34:47' Logan Cooley (Jimmy Snuggerud, Cutter Gauthier) 43:55' Lane Hutson (Jimmy Snuggerud, Logan Cooley) 56:15' | 1:0 1:1 2:1 3:1 4:1 4:2 5:2 6:2 | 16:27' Joakim Kemell (Aleksi Heimosalmi, Lenni Hameenaho) 35:15' Lenni Hameenaho (Niko Huuhtanen, Aleksi Heimosalmi) | Rozhodčí: Michael Campbell Andreas Harnebring Čároví: Daniel Persson Tarrington Wyonzek |
| 10 min | 10 min | Tresty                          | 6 min | Rozhodčí: Michael Campbell Andreas Harnebring Čároví: Daniel Persson Tarrington Wyonzek |
| 30 | 30 | Střely                          | 31 | Rozhodčí: Michael Campbell Andreas Harnebring Čároví: Daniel Persson Tarrington Wyonzek |

### Souboj o udržení
| 2. ledna 2023 15:30 | Lotyšsko | 5 : 2 (1:2, 1:0, 3:0) | Rakousko | Scotiabank Centre, Halifax Návštěvnost: 4 879 |  |

| Report | |                             | |                                                                                  |
| Patrik Berzinš | Patrik Berzinš | Brankáři                    | Thomas Pfarrmaier                                                                                  | Rozhodčí: Anssi Salonen Peter Schlittenhardt Čároví: Onni Hautamäki Shawn Oliver |
| Dans Ločmelis (Gustavs Ozolinš, Martins Lavinš) 16:16' Emils Veckaktinš (Anri Ravinskis, Bogdans Hodass) 37:01' Emils Veckaktinš (Rihards Simanovičs) 48:50' Sandis Vilmanis (Klavs Veinbergs, Bogdans Hodass) 51:22' Bogdan Hodass (Niko Fenenko, do prázdné branky) 58:54' | Dans Ločmelis (Gustavs Ozolinš, Martins Lavinš) 16:16' Emils Veckaktinš (Anri Ravinskis, Bogdans Hodass) 37:01' Emils Veckaktinš (Rihards Simanovičs) 48:50' Sandis Vilmanis (Klavs Veinbergs, Bogdans Hodass) 51:22' Bogdan Hodass (Niko Fenenko, do prázdné branky) 58:54' | 1:0 1:1 1:2 2:2 3:2 4:2 5:2 | 05:20' Luca Auer (Ian Scherzer, Tobias Sablattnig) 17:53' Vinzenz Rohrer (Ian Scherzer, Luca Auer) | Rozhodčí: Anssi Salonen Peter Schlittenhardt Čároví: Onni Hautamäki Shawn Oliver |
| 6 min | 6 min | Tresty                      | 31 min                                                                                             | Rozhodčí: Anssi Salonen Peter Schlittenhardt Čároví: Onni Hautamäki Shawn Oliver |
| 46 | 46 | Střely                      | 13                                                                                                 | Rozhodčí: Anssi Salonen Peter Schlittenhardt Čároví: Onni Hautamäki Shawn Oliver |

| 4. ledna 2023 16:00 | Rakousko | 2 : 4 (0:1, 0:2, 2:1) | Lotyšsko | Scotiabank Centre, Halifax Návštěvnost: 3 456 |  |

| Report                                                                                                  | |                         | |                                                                                       |
| Thomas Pfarrmaier                                                                                       | Thomas Pfarrmaier                                                                                       | Brankáři                | Patriks Berzinš | Rozhodčí: Andreas Harnebring Mathieu Menniti Čároví: Clément Goncalves Daniel Persson |
| Luca Auer (Vinzenz Rohrer, David Reinbacher) 55:16' Finn van EE (Ian Scherzer, David Reinbacher) 57:25' | Luca Auer (Vinzenz Rohrer, David Reinbacher) 55:16' Finn van EE (Ian Scherzer, David Reinbacher) 57:25' | 0:1 0:2 0:3 0:4 1:4 2:4 | 06:40' Bogdans Hodass (Rodzers Bukarts, Peteris Purmalis) 36:12' Girts Silkalns (Rihards Simanovičs) 37:51' Dans Ločmelis (Anri Ravinskis) 44:33' Sandis Vilmanis (Martins Lavinš, Bogdans Hodass) | Rozhodčí: Andreas Harnebring Mathieu Menniti Čároví: Clément Goncalves Daniel Persson |
| 2 min                                                                                                   | 2 min                                                                                                   | Tresty                  | 2 min | Rozhodčí: Andreas Harnebring Mathieu Menniti Čároví: Clément Goncalves Daniel Persson |
| 34 | 34 | Střely                  | 19 | Rozhodčí: Andreas Harnebring Mathieu Menniti Čároví: Clément Goncalves Daniel Persson |

## Play off

### Rozřazení do semifinále
Vítězné týmy byly do semifinále rozřazeny dle následujících kritérií:
1. Lepší umístění ve skupině
2. Vyšší počet bodů
3. Lepší brankový rozdíl
4. Vyšší počet vstřelených branek
5. Lepší nasazení do turnaje (konečné umístění na Mistrovství světa juniorů v ledním hokeji 2022)

| Pořadí | Tým       | Skupina | Umístění | Body | GR  | VG | Nasazení do turnaje |
| ------ | --------- | ------- | -------- | ---- | --- | -- | ------------------- |
| 1      | Česko     | A       | 1        | 10   | +18 | 24 | 4                   |
| 2      | USA       | B       | 1        | 9    | +8  | 19 | 5                   |
| 3      | Kanada    | A       | 2        | 9    | +21 | 29 | 1                   |
| 4      | Finsko    | B       | 2        | 7    | +1  | 12 | 2                   |
| 5      | Švédsko   | A       | 3        | 8    | +9  | 16 | 3                   |
| 6      | Slovensko | B       | 3        | 7    | +2  | 14 | 9                   |
| 7      | Švýcarsko | B       | 4        | 6    | -1  | 11 | 8                   |
| 8      | Německo   | A       | 4        | 3    | -15 | 7  | 6                   |

### Pavouk
|  | Čtvrtfinále 1 |               |               |  |      |              |              |              |  |               |               |               |      |
|  | A1            | Česko         | 9             |  |      |              |              |              |  |               |               |               |      |
|  | B4            | Švýcarsko     | 1             |  |      | Semifinále 1 | Semifinále 1 | Semifinále 1 |  |               |               |               |      |
|  |               |               |               |  |      | ČTF1         | Česko        | 2 PP         |  |               |               |               |      |
|  | Čtvrtfinále 2 | Čtvrtfinále 2 | Čtvrtfinále 2 |  | ČTF2 | Švédsko      | 1            |              |  |               |               |               |      |
|  | B2            | Finsko        | 2             |  |      |              |              |              |  |               |               |               |      |
|  | A3            | Švédsko       | 3             |  |      |              |              |              |  | Finále        | Finále        | Finále        |      |
|  |               |               |               |  |      |              |              |              |  |               | SF1           | Česko         | 2    |
|  | Čtvrtfinále 3 | Čtvrtfinále 3 | Čtvrtfinále 3 |  |      |              |              |              |  |               | SF2           | Kanada        | 3 PP |
|  | B1            | USA           | 11            |  |      |              |              |              |  |               |               |               |      |
|  | A4            | Německo       | 1             |  |      | Semifinále 2 | Semifinále 2 | Semifinále 2 |  | Zápas o bronz | Zápas o bronz | Zápas o bronz |      |
|  |               |               |               |  |      | ČTF3         | USA          | 2            |  | SF1           | USA           | 8 PP          |      |
|  | Čtvrtfinále 4 | Čtvrtfinále 4 | Čtvrtfinále 4 |  | ČTF4 | Kanada       | 6            |              |  | SF2           | Švédsko       | 7             |      |
|  | A2            | Kanada        | 4 PP          |  |      |              |              |              |  |               |               |               |      |
|  | B3            | Slovensko     | 3             |  |      |              |              |              |  |               |               |               |      |

#### Čtvrtfinále
| 2. ledna 2023 17:00 | Finsko | 2 : 3 (1:1, 0:0, 1:2) | Švédsko | Avenir Centre, Moncton Návštěvnost: 7 263 |  |

| Report                                                                                         |                                                                                                |                     | |                                                                                        |
| Jani Lampinen                                                                                  | Jani Lampinen                                                                                  | Brankáři            | Carl Lindbom | Rozhodčí: Graeden Hamilton Michaël Tscherrig Čároví: Brandon Grillo Tarrington Wyonzek |
| Oliver Kapanen (Joakim Kemell, Ville Koivunen) 03:10' Niko Huuhtanen (Verner Miettinen) 44:03' | Oliver Kapanen (Joakim Kemell, Ville Koivunen) 03:10' Niko Huuhtanen (Verner Miettinen) 44:03' | 1:0 1:1 2:1 2:2 2:3 | 16:55' Leo Carlsson (Ludvig Jansson, Filip Bystedt) 56:33' Leo Carlsson (Filip Bystedt, Fabian Wagner) 58:55' Victor Stjernborg | Rozhodčí: Graeden Hamilton Michaël Tscherrig Čároví: Brandon Grillo Tarrington Wyonzek |
| 6 min                                                                                          | 6 min                                                                                          | Tresty              | 6 min | Rozhodčí: Graeden Hamilton Michaël Tscherrig Čároví: Brandon Grillo Tarrington Wyonzek |
| 35                                                                                             | 35                                                                                             | Střely              | 20 | Rozhodčí: Graeden Hamilton Michaël Tscherrig Čároví: Brandon Grillo Tarrington Wyonzek |

| 2. ledna 2023 19:30 | Česko | 9 : 1 (3:1, 4:0, 2:0) | Švýcarsko | Scotiabank Centre, Halifax Návštěvnost: 8 746 |  |

| Report | |                                         |                                               |                                                                                   |
| Tomáš Suchánek | Tomáš Suchánek | Brankáři                                | Kevin Pasche (od 22. minuty) Alessio Beglieri | Rozhodčí: Michael Campbell Mathieu Menniti Čároví: Patrick Laguzov Daniel Persson |
| Jiří Kulich (Stanislav Svozil, Tomáš Suchánek) 02:41' Marcel Marcel 07:09' Petr Hauser (Marcel Marcel, Jakub Kos) 09:37' David Jiříček (Jiří Kulich) 20:28' Jiří Kulich (Eduard Šalé, Jakub Brabenec) 25:42' Gabriel Szturc (Stanislav Svozil, Jakub Brabenec) 33:10' Eduard Šalé (Jiří Kulich) 38:54' Marcel Marcel (Aleš Čech, Jiří Ticháček) 43:18' Gabriel Szturc (Jiří Ticháček, David Jiříček) 44:22' | Jiří Kulich (Stanislav Svozil, Tomáš Suchánek) 02:41' Marcel Marcel 07:09' Petr Hauser (Marcel Marcel, Jakub Kos) 09:37' David Jiříček (Jiří Kulich) 20:28' Jiří Kulich (Eduard Šalé, Jakub Brabenec) 25:42' Gabriel Szturc (Stanislav Svozil, Jakub Brabenec) 33:10' Eduard Šalé (Jiří Kulich) 38:54' Marcel Marcel (Aleš Čech, Jiří Ticháček) 43:18' Gabriel Szturc (Jiří Ticháček, David Jiříček) 44:22' | 0:1 1:1 2:1 3:1 4:1 5:1 6:1 7:1 8:1 9:1 | 00:22' Louis Robin                            | Rozhodčí: Michael Campbell Mathieu Menniti Čároví: Patrick Laguzov Daniel Persson |
| 10 min | 10 min | Tresty                                  | 4 min                                         | Rozhodčí: Michael Campbell Mathieu Menniti Čároví: Patrick Laguzov Daniel Persson |
| 28 | 28 | Střely                                  | 18                                            | Rozhodčí: Michael Campbell Mathieu Menniti Čároví: Patrick Laguzov Daniel Persson |

| 2. ledna 2023 22:00 | USA | 11 : 1 (3:0, 5:0, 3:1) | Německo | Avenir Centre, Moncton Návštěvnost: 7 262 |  |

| Report | |                                                    |                                              |                                                                             |
| Trey Augustine Andrew Oke (od 41. minuty) | Trey Augustine Andrew Oke (od 41. minuty) | Brankáři                                           | Nikita Quapp (od 41. minuty) Rihards Babulis | Rozhodčí: Andreas Harnebring Tomáš Hronský Čároví: Spencer Knox Daniel Konc |
| Logan Cooley (Ryan Ufko, Jimmy Snuggerud) 03:51' Jimmy Snuggerud (Ryan Ufko, Chaz Lucius) 08:00' Red Savage (Ryan Ufko, Jack Peart) 08:39' Jackson Blake (Chaz Lucius, Rutger McGroarty) 29:05' Logan Cooley (Ryan Ufko, Jack Peart) 31:03' Cutter Gauthier (Luke Mittelstadt) 31:21' Red Savage (Gavin Brindley, Luke Mittelstadt) 35:25' Cutter Gauthier (Jimmy Snuggerud, Logan Cooley) 37:24' Kenny Connors (Dylan Duke, Lane Hutson) 44:36' Logan Cooley (Cutter Gauthier, Luke Mittelstadt) 46:53' Dylan Duke (Ryan Ufko, Tyler Boucher) 48:31' | Logan Cooley (Ryan Ufko, Jimmy Snuggerud) 03:51' Jimmy Snuggerud (Ryan Ufko, Chaz Lucius) 08:00' Red Savage (Ryan Ufko, Jack Peart) 08:39' Jackson Blake (Chaz Lucius, Rutger McGroarty) 29:05' Logan Cooley (Ryan Ufko, Jack Peart) 31:03' Cutter Gauthier (Luke Mittelstadt) 31:21' Red Savage (Gavin Brindley, Luke Mittelstadt) 35:25' Cutter Gauthier (Jimmy Snuggerud, Logan Cooley) 37:24' Kenny Connors (Dylan Duke, Lane Hutson) 44:36' Logan Cooley (Cutter Gauthier, Luke Mittelstadt) 46:53' Dylan Duke (Ryan Ufko, Tyler Boucher) 48:31' | 1:0 2:0 3:0 4:0 5:0 6:0 7:0 8:0 9:0 10:0 11:0 11:1 | 56:48' Luca Hauf                             | Rozhodčí: Andreas Harnebring Tomáš Hronský Čároví: Spencer Knox Daniel Konc |
| 4 min | 4 min | Tresty                                             | 6 min                                        | Rozhodčí: Andreas Harnebring Tomáš Hronský Čároví: Spencer Knox Daniel Konc |
| 41 | 41 | Střely                                             | 22                                           | Rozhodčí: Andreas Harnebring Tomáš Hronský Čároví: Spencer Knox Daniel Konc |

| 3. ledna 2023 00:30 | Kanada | 4 : 3 PP (1:0, 2:2, 0:1 — 1:0) | Slovensko | Scotiabank Centre, Halifax Návštěvnost: 10 349 |  |

| Report | |                             | |                                                                      |
| Thomas Milic | Thomas Milic | Brankáři                    | Adam Gajan | Rozhodčí: Marc Iwert Jakub Šindel Čároví: David Klouček John Waleski |
| Connor Bedard (Logan Stankoven) 06:07' Dylan Guenther (Brennan Othmann, Connor Bedard) 25:02' Zack Ostapchuk (Zach Dean, Nathan Gaucher) 29:00' Connor Bedard 65:17' | Connor Bedard (Logan Stankoven) 06:07' Dylan Guenther (Brennan Othmann, Connor Bedard) 25:02' Zack Ostapchuk (Zach Dean, Nathan Gaucher) 29:00' Connor Bedard 65:17' | 1:0 2:0 2:1 3:1 3:2 3:3 4:3 | 26:58' Libor Nemec (Šimon Nemec, Servác Petrovský) 33:18' Róbert Bačo (Peter Repčík, Dávid Nátný) 51:25' Libor Nemec (Filip Mešár, Šimon Groch) | Rozhodčí: Marc Iwert Jakub Šindel Čároví: David Klouček John Waleski |
| 6 min | 6 min | Tresty                      | 12 min | Rozhodčí: Marc Iwert Jakub Šindel Čároví: David Klouček John Waleski |
| 56 | 56 | Střely                      | 27 | Rozhodčí: Marc Iwert Jakub Šindel Čároví: David Klouček John Waleski |

#### Semifinále
| 4. ledna 2023 20:30 | Česko | 2 : 1 PP (0:0, 0:1, 1:0 — 1:0) | Švédsko | Scotiabank Centre, Halifax Návštěvnost: 9 265 |  |

| Report                                                                                                  | |             |                                                        |                                                                                       |
| Tomáš Suchánek                                                                                          | Tomáš Suchánek                                                                                          | Brankáři    | Carl Lindbom                                           | Rozhodčí: Michael Campbell Graeden Hamilton Čároví: Brandon Grillo Tarrington Wyonzek |
| David Jiříček (David Špaček, Gabriel Szturc) 59:21' Jiří Kulich (Matyáš Šapovaliv, David Špaček) 69:10' | David Jiříček (David Špaček, Gabriel Szturc) 59:21' Jiří Kulich (Matyáš Šapovaliv, David Špaček) 69:10' | 0:1 1:1 2:1 | 21:39' Ludvig Jansson (Elias Pettersson, Noah Ostlund) | Rozhodčí: Michael Campbell Graeden Hamilton Čároví: Brandon Grillo Tarrington Wyonzek |
| 8 min                                                                                                   | 8 min                                                                                                   | Tresty      | 4 min                                                  | Rozhodčí: Michael Campbell Graeden Hamilton Čároví: Brandon Grillo Tarrington Wyonzek |
| 31 | 31 | Střely      | 22                                                     | Rozhodčí: Michael Campbell Graeden Hamilton Čároví: Brandon Grillo Tarrington Wyonzek |

| 5. ledna 2023 00:30 | USA | 2 : 6 (2:1, 0:3, 0:2) | Kanada | Scotiabank Centre, Halifax Návštěvnost: 10 636 |  |

| Report                                                                                                  | |                                 | |                                                                                  |
| Trey Augustine Kaidan Mbereko (od 57. minuty)                                                           | Trey Augustine Kaidan Mbereko (od 57. minuty)                                                           | Brankáři                        | Thomas Milic | Rozhodčí: Anssi Salonen Michaël Tscherrig Čároví: Onni Hautamäki Patrick Laguzov |
| Logan Cooley (Ryan Ufko, Jimmy Snuggerud) 01:19' Kenny Connors (Charlie Stramel, Gavin Brindley) 10:30' | Logan Cooley (Ryan Ufko, Jimmy Snuggerud) 01:19' Kenny Connors (Charlie Stramel, Gavin Brindley) 10:30' | 1:0 2:0 2:1 2:2 2:3 2:4 2:5 2:6 | 11:49' Connor Bedard (Ethan del Mastro, Joshua Roy) 20:47' Logan Stankoven (Joshua Roy, Brandt Clarke) 25:46' Adam Fantilli (Zach Dean, Olen Zellweger) 32:20' Joshua Roy (Logan Stankoven, Connor Bedard) 49:45' Brandt Clarke (Adam Fantilli, Owen Beck) 56:45' Joshua Roy (do prázdné branky) | Rozhodčí: Anssi Salonen Michaël Tscherrig Čároví: Onni Hautamäki Patrick Laguzov |
| 6 min                                                                                                   | 6 min                                                                                                   | Tresty                          | 10 min | Rozhodčí: Anssi Salonen Michaël Tscherrig Čároví: Onni Hautamäki Patrick Laguzov |
| 45 | 45 | Střely                          | 37 | Rozhodčí: Anssi Salonen Michaël Tscherrig Čároví: Onni Hautamäki Patrick Laguzov |

#### Zápas o 3. místo
| 5. ledna 2023 20:30 | USA | 8 : 7 PP (1:0, 4:5, 2:2 — 1:0) | Švédsko | Scotiabank Centre, Halifax Návštěvnost: 9 031 |  |

| Report | |                                                             | |                                                                                   |
| Trey Augustine Kaidan Mbereko (od 41. minuty) | Trey Augustine Kaidan Mbereko (od 41. minuty) | Brankáři                                                    | Carl Lindbom | Rozhodčí: Michael Campbell Graeden Hamilton Čároví: Onni Hautamäki Daniel Persson |
| Logan Cooley (Jimmy Snuggerud) 02:51' Ryan Ufko (Jimmy Snuggerud, Jackson Blake) 21:51' Chaz Lucius (Jackson Blake) 25:04' Cutter Gauthier (Logan Cooley, Rutger McGroarty) 30:42' Chaz Lucius (Ryan Ufko) 33:37' Luke Hughes (Rutger McGroarty) 48:17' Cutter Gauthier (Rutger McGroarty, Gavin Brindley) 58:23' Chaz Lucius (Lane Hutson, Red Savage) 62:06' | Logan Cooley (Jimmy Snuggerud) 02:51' Ryan Ufko (Jimmy Snuggerud, Jackson Blake) 21:51' Chaz Lucius (Jackson Blake) 25:04' Cutter Gauthier (Logan Cooley, Rutger McGroarty) 30:42' Chaz Lucius (Ryan Ufko) 33:37' Luke Hughes (Rutger McGroarty) 48:17' Cutter Gauthier (Rutger McGroarty, Gavin Brindley) 58:23' Chaz Lucius (Lane Hutson, Red Savage) 62:06' | 1:0 2:0 2:1 3:1 3:2 3:3 4:3 5:3 5:4 5:5 5:6 6:6 7:6 7:7 8:7 | 23:33' Filip Bystedt (Jonathan Lekkerimäki, Isak Rosén) 26:35' Oskar Pettersson (Axel Sandin-Pellikka) 28:52' Leo Carlsson (Fabian Wagner, Filip Bystedt) 38:52' Milton Oscarson (Leo Carlsson, Ludvig Jansson) 39:18' Liam Ohgren 44:00' Noah Östlund (Elias Pettersson, William Strömgren) 59:38' Filip Bystedt (Isak Rosén, Ludvig Jansson) | Rozhodčí: Michael Campbell Graeden Hamilton Čároví: Onni Hautamäki Daniel Persson |
| 6 min | 6 min | Tresty                                                      | 33 min | Rozhodčí: Michael Campbell Graeden Hamilton Čároví: Onni Hautamäki Daniel Persson |
| 36 | 36 | Střely                                                      | 36 | Rozhodčí: Michael Campbell Graeden Hamilton Čároví: Onni Hautamäki Daniel Persson |

#### Finále
| 6. ledna 2023 00:30 | Česko | 2 : 3 PP (0:1, 0:1, 2:0 — 0:1) | Kanada | Scotiabank Centre, Halifax Návštěvnost: 10 785 |  |

| Report                                                                             |                                                                                    |                     | |                                                                                      |
| Tomáš Suchánek                                                                     | Tomáš Suchánek                                                                     | Brankáři            | Thomas Milic | Rozhodčí: Andreas Harnebring Anssi Salonen Čároví: Brandon Grillo Tarrington Wyonzek |
| Jiří Kulich (Eduard Šalé, Matyáš Šapovaliv) 52:30' Jakub Kos (Tomáš Hamara) 53:24' | Jiří Kulich (Eduard Šalé, Matyáš Šapovaliv) 52:30' Jakub Kos (Tomáš Hamara) 53:24' | 0:1 0:2 1:2 2:2 2:3 | 12:41' Dylan Guenther (Brandt Clarke, Brennan Othmann) 24:35' Shane Wright (Dylan Guenther, Brennan Othmann) 66:22' Dylan Guenther (Joshua Roy, Brandt Clarke) | Rozhodčí: Andreas Harnebring Anssi Salonen Čároví: Brandon Grillo Tarrington Wyonzek |
| 4 min                                                                              | 4 min                                                                              | Tresty              | 6 min | Rozhodčí: Andreas Harnebring Anssi Salonen Čároví: Brandon Grillo Tarrington Wyonzek |
| 26                                                                                 | 26                                                                                 | Střely              | 38 | Rozhodčí: Andreas Harnebring Anssi Salonen Čároví: Brandon Grillo Tarrington Wyonzek |

## Hráčské statistiky

### Kanadské bodování
Toto je konečné pořadí hráčů podle dosažených bodů. Za jeden vstřelený gól nebo přihrávku na gól hráč získal jeden bod.
| Poř. | Hráč            | Tým     | Z | G | A  | B  | TM | +/- |
| ---- | --------------- | ------- | - | - | -- | -- | -- | --- |
| 1.   | Connor Bedard   | Kanada  | 7 | 9 | 14 | 23 | 2  | +14 |
| 2.   | Logan Cooley    | USA     | 7 | 7 | 7  | 14 | 2  | +3  |
| 3.   | Jimmy Snuggerud | USA     | 7 | 5 | 8  | 13 | 2  | +5  |
| 4.   | Joshua Roy      | Kanada  | 7 | 5 | 6  | 11 | 0  | +14 |
| 5.   | Logan Stankoven | Kanada  | 7 | 3 | 8  | 11 | 0  | +12 |
| 6.   | Dylan Guenther  | Kanada  | 7 | 7 | 3  | 10 | 4  | -1  |
| 7.   | Filip Bystedt   | Švédsko | 7 | 4 | 6  | 10 | 4  | +8  |
| 7.   | Cutter Gauthier | USA     | 7 | 4 | 6  | 10 | 2  | +4  |
| 7.   | Ludvig Jansson  | Švédsko | 7 | 4 | 6  | 10 | 4  | +9  |
| 10.  | Ryan Ufko       | USA     | 7 | 1 | 9  | 10 | 2  | +3  |

### Hodnocení brankářů
Toto je konečné pořadí pěti nejlepších brankářů.
| Poř. | Hráč           | Tým       | Z. | MIN    | OG | PZ  | PS  | POG  | Úsp%  |
| ---- | -------------- | --------- | -- | ------ | -- | --- | --- | ---- | ----- |
| 1.   | Adam Gajan     | Slovensko | 4  | 250:15 | 10 | 146 | 156 | 2.40 | 93.59 |
| 2.   | Tomáš Suchánek | Česko     | 7  | 435:13 | 11 | 156 | 167 | 1.52 | 93.41 |
| 3.   | Jani Lampinen  | Finsko    | 3  | 179:00 | 5  | 70  | 75  | 1.68 | 93.33 |
| 4.   | Thomas Milic   | Kanada    | 6  | 340:01 | 10 | 137 | 147 | 1.76 | 93.20 |
| 5.   | Carl Lindbom   | Švédsko   | 7  | 439:42 | 19 | 203 | 222 | 2.59 | 91.44 |

## Konečné pořadí
| Místo            | Tým       |
| ---------------- | --------- |
| Zlatá medaile    | Kanada    |
| Stříbrná medaile | Česko     |
| Bronzová medaile | USA       |
| 4.               | Švédsko   |
| 5.               | Finsko    |
| 6.               | Slovensko |
| 7.               | Švýcarsko |
| 8.               | Německo   |
| 9.               | Lotyšsko  |
| 10.              | Rakousko  |

## Turnajová ocenění

### Nejlepší hráči podle direktoriátu IIHF
- Brankář:  Adam Gajan
- Obránce:  David Jiříček
- Útočník:  Connor Bedard

### All-star tým
- MVP:  Connor Bedard
- Brankář :  Tomáš Suchánek
- Obránci :  David Jiříček /  Ludvig Jansson
- Útočníci :  Logan Cooley /  Jiří Kulich /  Connor Bedard

## Divize I

### Skupina A
Turnaj se konal v norském Askeru od 11. do 17. prosince 2022. Pořadatelská země Norsko postoupila na Mistrovství světa 2024 do nejvyšší divize. Slovinsko sestoupilo do skupiny B divize I pro rok 2024.
| Poř. | Tým        | Z | V | VP | PP | P | VG | OG | B  |
| ---- | ---------- | - | - | -- | -- | - | -- | -- | -- |
| 1.   | Norsko     | 5 | 5 | 0  | 0  | 0 | 19 | 8  | 15 |
| 2.   | Kazachstán | 5 | 3 | 0  | 0  | 2 | 14 | 11 | 9  |
| 3.   | Francie    | 5 | 2 | 0  | 1  | 2 | 16 | 14 | 7  |
| 4.   | Maďarsko   | 5 | 1 | 1  | 1  | 2 | 18 | 18 | 6  |
| 5.   | Dánsko     | 5 | 1 | 1  | 0  | 3 | 9  | 19 | 5  |
| 6.   | Slovinsko  | 5 | 1 | 0  | 0  | 4 | 15 | 21 | 3  |

### Skupina B
Turnaj se konal v polské Bytomi od 11. do 17. prosince 2022. Japonsko postoupilo do skupiny A divize I pro rok 2024. Jižní Korea sestoupila do skupiny A divize II pro rok 2024.
| Poř. | Tým         | Z | V | VP | PP | P | VG | OG | B  |
| ---- | ----------- | - | - | -- | -- | - | -- | -- | -- |
| 1.   | Japonsko    | 5 | 4 | 0  | 1  | 0 | 25 | 16 | 13 |
| 2.   | Ukrajina    | 5 | 4 | 0  | 0  | 1 | 23 | 12 | 12 |
| 3.   | Itálie      | 5 | 2 | 1  | 0  | 2 | 12 | 13 | 8  |
| 4.   | Polsko      | 5 | 1 | 1  | 0  | 3 | 21 | 19 | 5  |
| 5.   | Estonsko    | 5 | 1 | 0  | 1  | 3 | 11 | 14 | 4  |
| 6.   | Jižní Korea | 5 | 1 | 0  | 0  | 4 | 12 | 30 | 3  |

## Divize II

### Skupina A
Turnaj se konal v litevském Kaunasu od 11. do 17. prosince 2022. Chorvatsko postoupilo do skupiny B divize I pro rok 2024. Rumunsko sestoupilo do skupiny B divize II pro rok 2024.
| Poř. | Tým            | Z | V | VP | PP | P | VG | OG | B  |
| ---- | -------------- | - | - | -- | -- | - | -- | -- | -- |
| 1.   | Chorvatsko     | 5 | 3 | 1  | 1  | 0 | 25 | 17 | 12 |
| 2.   | Velká Británie | 5 | 4 | 0  | 0  | 1 | 27 | 11 | 12 |
| 3.   | Litva          | 5 | 3 | 0  | 1  | 1 | 15 | 9  | 10 |
| 4.   | Španělsko      | 5 | 2 | 0  | 0  | 3 | 18 | 20 | 6  |
| 5.   | Nizozemsko     | 5 | 1 | 1  | 0  | 3 | 11 | 21 | 5  |
| 6.   | Rumunsko       | 5 | 0 | 0  | 0  | 5 | 11 | 29 | 3  |

1. 1 2  Velká Británie 4 : 7 Chorvatsko

### Skupina B
Turnaj se konal v islandském Reykjavíku od 16. do 22. ledna 2023. Vítěz postoupil do skupiny A divize II pro rok 2024, kde nahradil sestupující Rumunsko.
| Poř. | Tým       | Z | V | VP | PP | P | VG | OG | B  |
| ---- | --------- | - | - | -- | -- | - | -- | -- | -- |
| 1.   | Čína      | 5 | 4 | 1  | 0  | 0 | 29 | 9  | 14 |
| 2.   | Belgie    | 5 | 4 | 0  | 1  | 0 | 25 | 14 | 13 |
| 3.   | Srbsko    | 5 | 3 | 0  | 0  | 2 | 27 | 18 | 9  |
| 4.   | Island    | 5 | 2 | 0  | 0  | 3 | 18 | 21 | 6  |
| 5.   | Tchaj-wan | 5 | 1 | 0  | 0  | 4 | 17 | 29 | 3  |
| 6.   | Mexiko    | 5 | 0 | 0  | 0  | 5 | 7  | 32 | 0  |

## Divize III
Turnaj se konal v tureckém Istanbulu od 26. ledna do 2. února 2023. Vítěz, Austrálie postoupila do skupiny B divize II pro rok 2024, kde nahradila Mexiko, sestupující tým ze skupiny B divize II.

### Skupina A
| Poř. | Tým                 | Z | V | VP | PP | P | VG | OG | B |
| ---- | ------------------- | - | - | -- | -- | - | -- | -- | - |
| 1.   | Austrálie           | 3 | 3 | 0  | 0  | 0 | 28 | 6  | 9 |
| 2.   | Kyrgyzstán          | 3 | 2 | 0  | 0  | 1 | 11 | 16 | 6 |
| 3.   | Nový Zéland         | 3 | 1 | 0  | 0  | 2 | 9  | 10 | 3 |
| 4.   | Bosna a Hercegovina | 3 | 0 | 0  | 0  | 3 | 4  | 20 | 0 |

### Skupina B
| Poř. | Tým       | Z | V | VP | PP | P | VG | OG | B |
| ---- | --------- | - | - | -- | -- | - | -- | -- | - |
| 1.   | Izrael    | 3 | 3 | 0  | 0  | 0 | 30 | 4  | 9 |
| 2.   | Bulharsko | 3 | 2 | 0  | 0  | 1 | 10 | 11 | 6 |
| 3.   | Turecko   | 3 | 1 | 0  | 0  | 2 | 15 | 14 | 3 |
| 4.   | JAR       | 3 | 0 | 0  | 0  | 3 | 4  | 30 | 0 |

### Playoff
|  | Čtvrtfinále 1 |                     |               |  |   |              |              |              |  |               |               |               |   |
|  | 1A            | Austrálie           | 28            |  |   |              |              |              |  |               |               |               |   |
|  | 4B            | JAR                 | 0             |  |   | Semifinále 1 | Semifinále 1 | Semifinále 1 |  |               |               |               |   |
|  |               |                     |               |  |   | 1            | Izrael       | 6            |  |               |               |               |   |
|  | Čtvrtfinále 2 | Čtvrtfinále 2       | Čtvrtfinále 2 |  | 5 | Turecko      | 4            |              |  |               |               |               |   |
|  | 1B            | Izrael              | 10            |  |   |              |              |              |  |               |               |               |   |
|  | 4A            | Bosna a Hercegovina | 0             |  |   |              |              |              |  | Finále        | Finále        | Finále        |   |
|  |               |                     |               |  |   |              |              |              |  |               | 1             | Izrael        | 1 |
|  | Čtvrtfinále 3 | Čtvrtfinále 3       | Čtvrtfinále 3 |  |   |              |              |              |  |               | 2             | Austrálie     | 4 |
|  | 2A            | Kyrgyzstán          | 1             |  |   |              |              |              |  |               |               |               |   |
|  | 3B            | Turecko             | 3             |  |   | Semifinále 2 | Semifinále 2 | Semifinále 2 |  | Zápas o bronz | Zápas o bronz | Zápas o bronz |   |
|  |               |                     |               |  |   | 2            | Austrálie    | 4            |  | 3             | Bulharsko     | 8             |   |
|  | Čtvrtfinále 4 | Čtvrtfinále 4       | Čtvrtfinále 4 |  | 3 | Bulharsko    | 1            |              |  | 5             | Turecko       | 3             |   |
|  | 2B            | Bulharsko           | 6             |  |   |              |              |              |  |               |               |               |   |
|  | 3A            | Nový Zéland         | 2             |  |   |              |              |              |  |               |               |               |   |